# The Tides of Spring
The Tides of Spring – dramat amerykańskiego poety Arthura Upsona, ogłoszony w tomiku The Tides Of Spring: and Other Poems (1907) i przedrukowany w drugim tomie jego dzieł zebranych. Akcja utworu toczy się w Szkocji w 1067. Głównymi bohaterami są Malcolm Ceannmor i Margaret Atheling. Utwór jest napisany wierszem białym.